# Pław
Pław (niem. Plau) – wieś w Polsce, położona w województwie lubuskim, w powiecie krośnieńskim, w gminie Dąbie.

## Nazwa
W kronice łacińskiej Liber fundationis episcopatus Vratislaviensis (pol. Księga uposażeń biskupstwa wrocławskiego) spisanej za czasów biskupa Henryka z Wierzbna w latach 1295–1305 miejscowość wymieniona jest w zlatynizowanej formie Plaw.. Miejscowość wzmiankowano jako Ploth około 1300 roku, a w 1351 roku pojawiła się w jednym z dokumentów informacja o przedstawicielu rodu Doberschütz osiadłego we wsi Plaw.

## Historia
Dobra rycerskie w 1565 roku należały do Hansa von Löbena. W późniejszym okresie dosyć często dochodziło do zmian właścicieli dóbr pławskich. Członkowie rodziny von Luck byli właścicielami około 1650, von Berg w 1800, a von Scholten w 1850 roku. Została opublikowana informacja w 1879, że właścicielem dóbr był niejaki Scherz i we wsi pracowała fabryka krochmalu oraz cegielnia.
W latach 1954-1958 wieś była siedzibą gromady Pław, po jej zniesieniu w gromadzie Dąbie. W latach 1975–1998 miejscowość administracyjnie należała do województwa zielonogórskiego.

## Zabytki
Do wojewódzkiego rejestru zabytków wpisane są:
- domy, pl. Kasztanowy 8, 17, z XVIII wieku/XIX wieku
- dom, ob. nadleśnictwo, z XVIII wieku/XIX wieku
- dom mieszkalno-gospodarczy, z połowy XIX wieku
- kuźnia, z początku XIX wieku

inne zabytki:
- kościół parafialny pw. św. Elżbiety Portugalskiej, neogotycki z drugiej połowy XIX wieku[3]. Stoi na miejscu starszej świątyni[7]. Trójnawowa budowla z trójbocznie zamkniętym prezbiterium od wschodu i od zachodu prostokątną wieżą. Posiada dwuspadowy dach, a prezbiterium wielospadowy. Pięciokondygnacyjną wieżę nakrywa wysoki hełm ostrosłupowy. Otwory okienne mają kształt ostrołukowy. Przy zachodniej stronie nawy zachowała się drewniana empora organowa, którą wspiera sześć drewnianych słupów[7].